# Apolipoprotéine M
Pour les articles homonymes, voir APOM.
L'apoliprotéine M est une apolipoprotéine. Son gène est APOM situé sur le chromosome 6 humain.

## Rôles
Il s'agit d'une protéine composée de 188 acides aminés et son ARN est détecté dans le foie et les reins. Elle fait partie d'une des apolipoprotéines constitutives du HDL cholestérol et contribue à la protection contre l'oxydation du cholestérol. L'un des mécanismes pourrait être par l'intermédiaire de sa fixation à des phospholipides oxydés. Il favorise la synthèse de la sphingosine-1-phosphate, ce qui a un rôle protecteur sur l'endothelium vasculaire, en particulier, en inhibant l'apoptose à ce niveau.

## En médecine
En cas d'insuffisance cardiaque, son taux sanguin est inversement corrélé avec la gravité de la maladie.